# Muhammad Sa’id al-Chalafawi
Muhammad Sa’id al-Chalafawi (arab. محمد سعيد الخلفاوي) – egipski zapaśnik walczący w obu stylach. Mistrz Afryki w 1971. Srebrny medalista igrzysk śródziemnomorskich w 1971 roku.